# Liste des dirigeants des anciens États ayant existé en Algérie
 (août 2024).
Si vous disposez d'ouvrages ou d'articles de référence ou si vous connaissez des sites web de qualité traitant du thème abordé ici, merci de compléter l'article en donnant les références utiles à sa vérifiabilité et en les liant à la section « Notes et références ».
Cette liste comprend les différents dirigeants ayant régné sur le territoire de l'actuelle Algérie
- Liste des États algériens

## Rois numides
La Numidie, État berbère d'Afrique du Nord et considérer comme le premier État algérien de l’histoire,  dirigée par plusieurs iguelliden (en berbère au singulier, aguellid : roi) :
- rois de la Numidie des Massæsyles :
  - roi Syphax (220 av. J.-C. à 215 av. J.-C.) ;
- rois de la Numidie orientale des Massyles :
  - roi Zelalsan (vers 225 av. J.-C. jusque vers 215 av. J.-C.),
  - roi Gaïa (vers 215 av. J.-C. à 207 av. J.-C.),
  - roi Oezalcès (207 à 206 av. J.-C.),
  - roi Capussa (206 à 206 av. J.-C.),
  - roi Lacumazès (206 à 206 av. J.-C.),
  - roi Massinissa (206 à 202 av. J.-C.), qui unifia la Numidie ;
- rois de la Numidie unifiée :
  - roi Massinissa (202 à 148 av. J.-C.),
  - roi Micipsa (148 à 118 av. J.-C.),
  - roi Gulussa (148 à 145 av. J.-C.) - vice-roi, ministre de la guerre,
  - roi Mastanabal (145 à 118 av. J.-C.) - vice-roi, ministre de la justice,
  - roi Adherbal (118 à 112 av. J.-C.),
  - roi Hiempsal Ier (118 à 118 av. J.-C.),
  - roi Jugurtha (118 à 106 av. J.-C.),
  - roi Gauda (106 à 88 av. J.-C.),
  - roi Hiempsal II (88 à 60 av. J.-C.),
  - roi Juba Ier (60 à 46 av. J.-C.),
  - intermède de souverainté de la République romaine (46 à 30 a JC),
  - roi Juba II (30 à 23 av. J.-C.),
  - roi Ptolémée de Maurétanie (23 ap. J.-C. à 40 ap. J.-C.) et fin de la dynastie numide.

## Rois d’Atlava

### Royaume d'Altava
| Monarque                | Date       | Notes |
| ----------------------- | ---------- | --- |
| Dirigeant(s) inconnu(s) | 429-v. 508 | Le premier dirigeant connu du royaume des Maures et des Romains est Masuna, grâce à des inscriptions datées de 508. |
| Masuna                  | v. 508-535 | Aussi connu sous le nom de Massônas. Il s'allie avec l'Empire byzantin contre le royaume vandale et plus tard contre une coalition berbère rassemblée par Iaudas, roi dans l'Aurès.                                                                  |
| Mastigas                | 535-541    | Aussi connu sous le nom de Mastinas. Il contrôle l'entièreté de la province de Maurétanie césarienne, à l'exception de l'ancienne capitale de Césarée.                                                                                               |
| Stotzas                 | 541-545    | Aussi connu sous le nom de Stutias. Il est un ancien rebelle byzantin qui devient roi des Maures et des Romains après son mariage avec la fille d'un roi prédécesseur. Il est vaincu et tué par les forces byzantines loyalistes en 545.             |
| Jean                    | 545-546    | Connu sous le nom de Jean le Tyran et surnommé Stotzas le Jeune, il remplace Stotzas à la tête l'armée rebelle. Il est fait prisonnier et envoyé enchaîné à Constantinople, où il aurait été crucifié.                                               |
| Dirigeant(s) inconnu(s) | 546-v. 570 | Pas de dirigeant connu entre 545 et les années 570. |
| Garmul                  | v. 570-578 | Aussi connu sous le nom de Gasmul. Il envahit la préfecture du prétoire d'Afrique dans les années 570. Sa mort et sa défaite en 578 marque la fin du royaume des Maures et des Romains, fragmenté et partiellement réintégré dans l'Empire byzantin. |

### Monarques des Aurès
- Thabeta (VIIe siècle)
- Reine Dihya (683-703), fille de Thabeta, dite Kahena, reine des Aurès et des Berbères de la Numidie (Ifren, Zenetes et Aurès). Figure importante de l'histoire algérienne, lors de la résistance à la conquête arabe du Maghreb[3].

## Dynastie ifrenide
- Abou Qurra de 743 à 789 dirige le royaume sufrite de Tlemcen
- Abd-Allah-Ibn-Bekkar
- Yala Ibn Mohamed (950 à 958)
- Yeddou (958 à 993)
- Habbous (993 à 1029)
- Temim Ibn Ziri (1029 à 1035)
- Abou-al-Kamal (1036 à 1054)
- Youcef et Yala Bakhti (1055 à 1056)
- Hammad (1056 à 1066)
- Mohammed en 1066

## Imam rostémide
Les Rostémides dont l’État est centré sur Tahert (Tiaret) forment un royaume de la période islamique dirigé par une dynastie d'émirs ibadites :
- Abderahmane Ibn Rustom (776 à 784)
- Abdelwahab Ibn Abderahman (784 à 832)
- Aflah ibn Abdelwahab (832 à 871)
- Abou Bakr Ibn Aflah (871 à 871)
- Mohamed Abou Yaqzan (871 à 894)
- Youssef Abou Hatem - 1er règne - (894 à 897)
- Yaakoub Ibn Aflah (897 à 901)
- Youssef Abou Hatem - 2d règne - (901 à 906)
- Yakzan Ibn Mohamed (906 à 909)

Les tribus berbères des Ketamas (centrées sur la petite Kabylie) entrent en dissidence vis-à-vis du pouvoir rostémide et fondent un noyau de pouvoir indépendant autour de Achir. Ils sont également en conflit avec les Aghlabides de Kairouan et accueillent le prédicateur chiite le dâ`i ismaélien Abu Abd Allah ach-Chi'i. C'est le début de l'épopée fatimide, qui portera au pouvoir une nouvelle dynastie califale.

## Dynastie des Fatimides
- Imam Obeyd Allah El Mahdi Bi Allah - (909 à 934).

Les armées berbères Ketamas (Kutama) de basse Kabylie fondent, sous Ubayd Allah al-Mahdi, la dynastie Fatimide. Les Kutamas mettent fin à la dynastie Rostémides et conquièrent l'Ifriqiya. Lorsqu'ils transfèrent leur cour en Égypte, ils nomment la dynastie Ziride pour les succéder.

## La dynastie ziride
- Ziri ibn Menad Abou Ziri (935 à 973)
- Bologhine ibn Ziri (973-983) - fonde la ville d'Alger
- Al-Mansur ibn Bologhine (983-995)
- Badis ibn al-Mansur (995-1015)
- Al-Muizz ibn Badis (1015-1062) - les Hilaliens, envoyés par les Fatimides, détruisent Kairouan, la capitale des Zirides est transférée à Mahdia
- Tamim ibn al-Muizz (1062-1108)
- Yahya ibn Tamim (1108-1131)
- Ali ibn Yahya (1115-1121)
- Al-Hasan ibn Ali (1121-1148)

## Dynastie des Hammadides
Les Hammadides sont une branche des Zirides qui succède pour régner sur le Maghreb central en faisant de la Qal'a puis de Béjaïa leur capitale et une ville de premier plan en Méditerranée, sur le plan culturel, économique et scientifique.  
- Hammad ibn Bologhine (1014 à 1028) - fils de Bologhine ibn Ziri et prince Ziride il fonde la dynastie des Hammadides
- Al-Qaid ibn Hammad (1028 à 1045)
- Muhsin ibn Qaid (1045 à 1046)
- Bologhine ibn Muhammad ibn Hammad (1046 à 1062)
- An-Nasir ibn Alannas ibn Hammad, (1062 à 1088)
- Al-Mansur ibn Nasir (1088 à 1105)
- Badis ben Mansur (1105)
- Abd al-Aziz ibn Mansur (1105 à 1121)
- Yahya ibn Abd al-Aziz (1121 à 1152)

Les Hammadides, dernier représentants zirides au Maghreb central, vont finir par être conquis par les Almohades qui délèguent le pouvoir à un gouverneur siégeant à Béjaïa

## Dynastie des Zianides
- Yaghmoracen Ibn Ziane (1236 à 1283) - Fonde la dynastie dont la capitale est Tlemcen (première capitale du Maghreb central sous les Ifrenides). Cette dynastie est également appelée Abdalwadide.
- Othmane Ibn Yaghmoracen (1283 à 1304)
- Abou Zeyane Mohapmed Ier Ibn Othmane (1304 à 1308)
- Abou Hammou Moussa II (1353 à 1389) - Prend Alger.
- Abou Zeyane (1389 à 1389)
- Abou El Hadjadj Youssef (1389 à 1393)
- Abou Zeyane (1393 à 1399)
- Abou Mohammed (1399 à 1401)
- Abou Abdallah El Tensi (1401 à 1410)
- Moulay Said Ibn Abou Hammou (1410 à 1411)
- Abou Malek (1411 à 1425)
- Abou Fares (1425 à 1425)
- Abou El Abas Ahmed (1425 à 1425)
- Moulay Mohamed (1425 à 1435)
- Moulay Abdallah (1435 à 1437)
- Abou Zeyane (1437 à 1438)
- El Moutawakel (1438 à 1475)
- Mohamed (1438 à 1460)
- Abou Zakaria (1460 à 1488)
- Abou Abdallah Mohamed (1488 à 1505)
- Abou Abdallah Mohamed II (1505 à 1512) - il traite avec les espagnols qui contrôle déjà Alger, Oran, Béjaïa, Mers el-Kébir et Ténès. Les Algériens font appel aux Ottomans pour venir les aider.

## Régence d'Alger / Royaume d'Alger
- Salim at-Toumi, émir d'Alger (sous la tutelle Zianides) jusqu'en 1516.

## Émirat d'Abdelkader
- Émir Abdelkader ibn Muhieddine de 1832 à 1847

## République algérienne démocratique et populaire
Voir aussi : Liste des chefs d'État algériens
- Abderrahmane Farès (13 avril 1962 - 25 septembre 1962)
 Président de l'Exécutif provisoire
- Ferhat Abbas (25 septembre 1962 - 15 septembre 1963) 
 Président de l'Assemblée nationale constituante
- Ahmed Ben Bella (15 septembre 1963 - 19 juin 1965)
- Houari Boumédiène (19 juin 1965 - 27 décembre 1978)
- Rabah Bitat (27 décembre 1978 - 9 février 1979)
 Chef de l'État
- Chadli Bendjedid (9 février 1979 - 11 janvier 1992)
- Haut Comité d'État (11 janvier 1992 - 14 janvier 1992)
- Mohamed Boudiaf (14 janvier 1992 - 29 juin 1992)
 Président du Haut Comité d'État
- Haut Comité d'État (29 juin 1992 - 2 juillet 1992)
- Ali Kafi (2 juillet 1992 - 31 janvier 1994)
 Président du Haut Comité d'État
- Liamine Zéroual (31 janvier 1994 - 27 avril 1999)
- Abdelaziz Bouteflika (27 avril 1999 - 2 avril 2019)
- Vacance du pouvoir (2 avril 2019 - 9 avril 2019)
- Abdelkader Bensalah (9 avril 2019 - 19 décembre 2019)
 Chef de l'État
- Abdelmadjid Tebboune (19 décembre 2019-...)